# Christophe Battier
Christophe Battier (født 1733 i Basel i Schweiz - død ved selvmord 2. maj 1786 i Tuillerihaven, Paris) var schweizisk-dansk bogholder i Asiatisk Kompagni.
Christophe Battier var ud af en schweizisk købmands- og bankfamilie. Familien flyttede til London omkring 1750, hvor de gjorde karriere indenfor handel. Christophe rejste videre til København, hvor han i 1760'erne blev han ansat som kontorbetjent hos Reinhard Iselin i Købmagergade. Asiatisk Kompagnis kasserer Dahldorph døde i 1769 og efterlod en mangel på 33.000 rigsdaler i kassen. Afløseren, en frimurer fra Danzig, havde også rod i regnskabet, her manglede der 153.000 rigsdaler ved revision i 1773. Direktionen ville denne uorden til livs, og her faldt blikket på Battier, der havde den fornødne uddannelse og et godt netværk via sine schweiziske forbindelser i både bankverden og købmandshandel. I marts 1772 giftede den fyrreårige Christophe sig med den syttenårige Anna Elisabeth Storp og i april 1773 fik de sønnen Jean-Jaques. Det gik godt for Battier, og han købte en andel af baroniet Høgholm i 1773, og i 1774 købte han en stor aktiepost i jernværket Froland værk (no) i Norge. Han lavede flere andre investeringer. Christophe frekventerede Reformert Kirke i Gothersgade, og her skabte han sig mere netværk.
Battier drev købmandskab og udlånsvirksomhed og investeringer ved siden af arbejdet som bogholder i Asiatisk Kompagni. Hans titel må ikke misforstås. På den tid var der tale om en vigtig post i ledelsen af selskabets finanser. Men ikke alle hans projekter faldt heldigt ud. Han tabte for eksempel 600 rigsdaler, som var udlånt til en kaptajn på et slaveskib, da kaptajnen død af madforgiftning. Han mistede også penge ved et lån i Asiatisk Kompagni med sikkerhed i tilgodehavender hos kinesiske købmænd, men disse gik fallit og han måtte finde en anden sikkerhed.
Battier involverede sig også i handel med våben og ammunition - måske var det smugling - i forbindelse med Den Amerikanske Uafhængighedskrig. Hans investeringer i skibe, aktier og industrivirksomheder gik imidlertid dårligt. I februar 1783 lykkedes det ham at få kautionister til at stå inde for et lån på 65.000 rigsdaler (en enorm sum i samtiden) i Kurantbanken. Men allerede i april samme år indgav han konkursbegæring og fik sit bo konfiskeret. Jens Juel's malerier af fruen og Battier indgik ikke i boet, måske var de sendt til broderen i England.
Battiers konkurs var medvirkende til, at direktionen i Asiatisk Kompagni i maj 1783 insisterede på et kasseeftersyn. Man indkaldte bogholder Otto Haaber og bogholder Battier, men Haaber druknede sig i Sortedamssøen og Battier flygtede til Lübeck. Tilbage var kasserer Jacob Holm og kontorbetjent Jacob Lynge, og de blev begge arresteret. Da kassen blev gjort op, manglede der 600.000 rigsdaler (et milliardbeløb i nutidens penge)
. Imidlertid havde også selskabets direktører gjort brug af kasse- og lagerbeholdninger til egen gavn, så der var et udbredt ønske om at få sagen behandlet diskret. Battier var fortsat til Marstrand i Sverige, der på den tid var en frihavn uden udleveringspligt til udlandet. Han blev imidlertid tilbudt frit lejde, og i august 1783 var han tilbage i Danmark for at hjælpe med at udrede Kompagniets forretninger. Han blev i København til 1786, ruineret og med en gæld til Asiatisk Kompagni på 100.000 rigsdaler. Uden mulighed for at få arbejde i hovedstaden rejste han i stedet til Paris, hvor han skød sig i Tuilerierne den 2. maj 1786.